# Faris Al-Sultan
Faris Al-Sultan né le 21 juin 1978 à Munich est un triathlète professionnel allemand, vainqueur du championnat du monde d'Ironman en 2005.

## Biographie
Faris Al-Sultan est né d'une mère allemande et d'un père irakien. Il commence par la natation au collège avant de pratiquer le triathlon à partir de 1994, motivé par des reportages sur ce sport et sur le triathlète Thomas Hellriegel. À l'âge de dix neuf ans, il participe à son premier Ironman en 1997 à Lanzarote en Espagne et le termine avec un temps de 10 h 33. Il connait sa première victoire sur cette distance lors de l'édition inaugurale de l'Ironman Arizona. Il participe au championnat du monde d'Ironman à Kona en 1999, 2001, 2003, et 2004 avant de remporter le titre en 2005. Il succède en le devançant, à son compatriote Normann Stadler qui lui reprendra le titre l'année suivante. En 2007 il ne prendra pas le départ de la course, empêché par une gastro-entérite. En 2013 il remporte l'Ironman Lanzarote, seize années après sa première participation à cette compétition ou il fit ses débuts sur la distance.
Faris Al-Sultan est diplômé de l'université Louis-et-Maximilien de Munich et obtient une maîtrise de littérature, d'histoire et langue arabe. Il abandonne ses études supérieures pour se consacrer au triathlon.

## Palmarès
Le tableau présente les résultats les plus significatifs (podium) obtenus sur le circuit international de triathlon depuis 2000,.
| Année | Compétition                                  | Pays           | Position      | Temps           |
| ----- | -------------------------------------------- | -------------- | ------------- | --------------- |
| 2014  | Ironman Afrique du Sud                       | Afrique du Sud |               | 8 h 33 min 19 s |
| 2013  | Ironman Lanzarote                            | Espagne        |               | 8 h 42 min 40 s |
| 2012  | Ironman 70.3 Sri Lanka                       | Sri Lanka      |               | 3 h 51 min 39 s |
| 2012  | Ironman Autriche                             | Autriche       |               | 8 h 11 min 31 s |
| 2012  | Abu Dhabi International Triathlon            | Qatar          |               | 6 h 22 min 11 s |
| 2011  | Ironman Allemagne                            | Allemagne      |               | 8 h 13 min 50 s |
| 2010  | Ironman Ratisbonne                           | Allemagne      |               | 8 h 13 min 37 s |
| 2008  | Ironman Malaisie                             | Malaisie       |               | 8 h 34 min 42 s |
| 2008  | Ironman 70.3 Allemagne                       | Allemagne      |               | 4 h 10 min 26 s |
| 2006  | Ironman - Championnat du monde à Kailua-Kona | États-Unis     |               | 8 h 19 min 4 s  |
| 2006  | Challenge Roth                               | Allemagne      |               | 8 h 3 min 29 s  |
| 2006  | Championnat d'Allemagne longue distance LD   | Allemagne      | Médaille d'or | 8 h 3 min 29 s  |
| 2005  | Ironman - Championnat du monde à Kailua-Kona | États-Unis     |               | 8 h 14 min 17 s |
| 2005  | Ironman Arizona                              | États-Unis     |               | 8 h 25 min 42 s |
| 2004  | Ironman - Championnat du monde à Kailua-Kona | États-Unis     |               | 8 h 45 min 14 s |
| 2004  | Challenge Roth                               | Allemagne      |               | 7 h 58 min 5 s  |
| 2004  | Championnat d'Allemagne longue distance LD   | Allemagne      | Médaille d'or | 7 h 58 min 57 s |
| 2002  | Championnat d'Allemagne longue distance MD   | Allemagne      | Médaille d'or | Timing          |
| 2001  | Ironman Brésil                               | Brésil         |               | 8 h 21 min 11 s |
| 2000  | Championnat d'Allemagne longue distance LD   | Allemagne      | Médaille d'or | Timing          |